# Астер, Георг
Георг Астер (нем. Georg Aster; 23 апреля 1849, Фрауэнштайн, Средняя Саксония — 20 августа 1917, Лошвиц) — германский архитектор и автор ряда научных публикаций в области архитектуры.

## Биография
Получил образование в архитектурной школе Дрездена и в 1870—1871 годах занимался в студии архитектора Германа Николаи (англ. Georg Hermann Nicolai). 

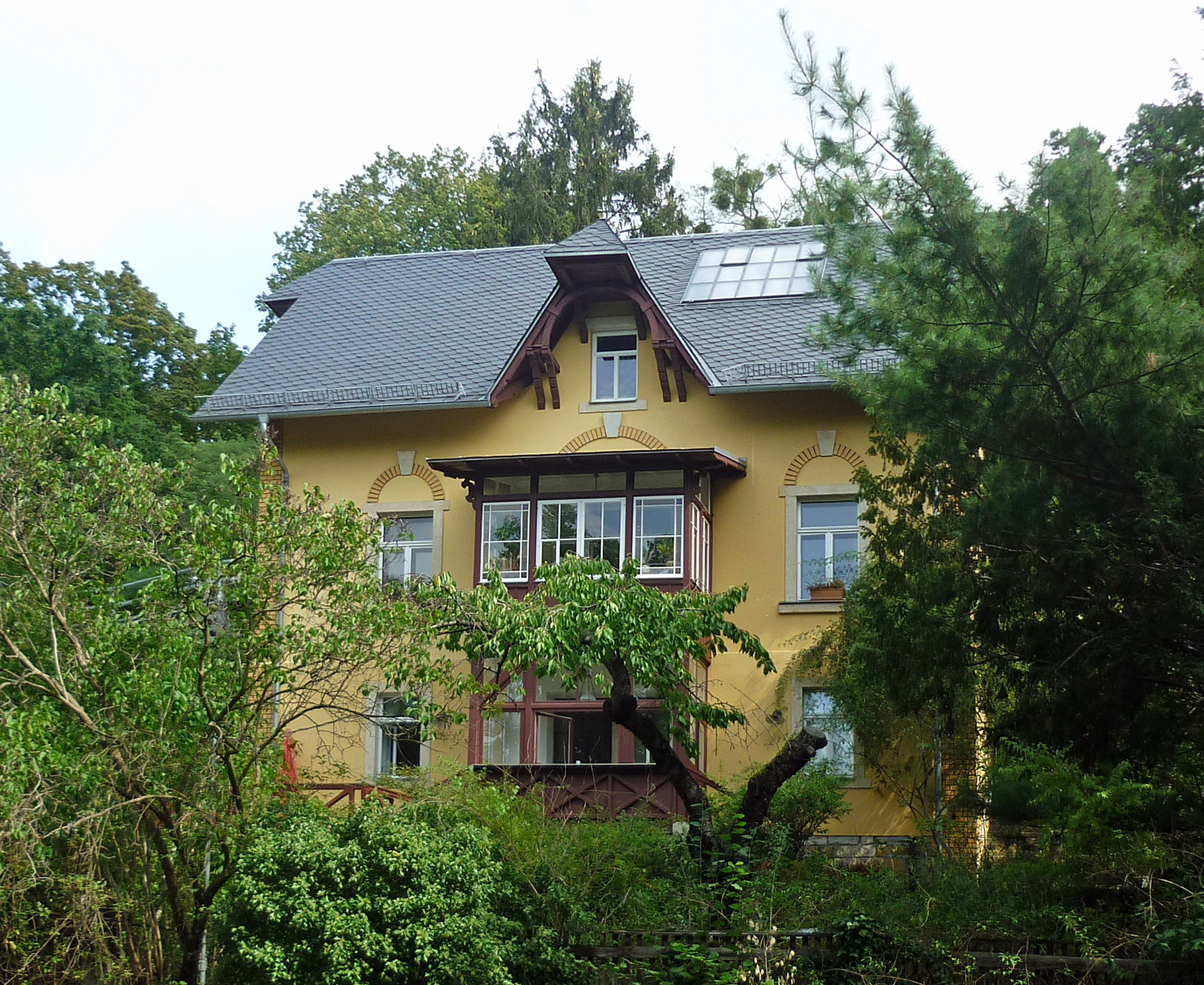
Дом семьи Астер
Пиллнитцерштрассе, Лошвиц

В 1874 году Георг Астер предпринял учебную поездку в Италию, отразив впоследствии свои впечатления о ней в книге «Architektonische Reise-Skizzen aus Italien» (1880). В 1900 году он совершил подобные же поездки по Греции и Далмации. 
С 1875 по 1876 год Астер был городским архитектором города Дрездена, с 1877 года поселился в Пирне как свободный архитектор и в 1879 году участвовал в реконструкции здания местной мэрии. В 1881 году переехал в Геру, где также работал архитектором до 1891 года. 
В 1891 году он поселился в Лошвице (англ. Loschwitz), сам спроектировав свой дом на Пиллнитцерштрассе, 35. В этом районе Дрездена Георг Астер прожил до конца жизни и был похоронен на местном кладбище в семейном склепе Хегенбарт.
Астер был женат на Камилле Ольге (урожденной Шауэр; 1860–1940) и имел дочь Йоханну (1897–1988), которая в 1936 году вышла замуж за художника Йозефа Франца Хегенбарта; этот брак остался бездетным.

## Библиография

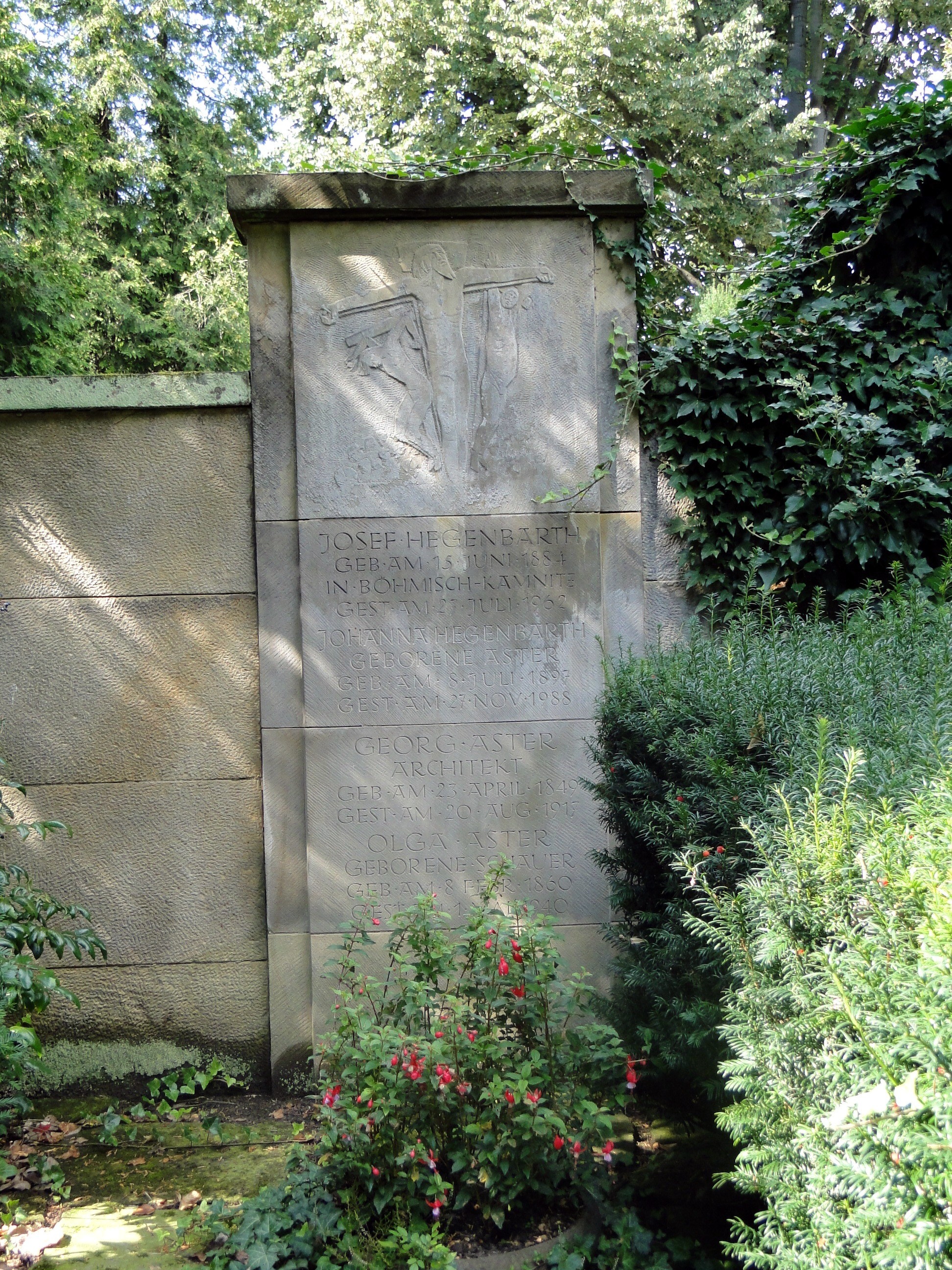
Могила Георга Астера